# 오즈 퍼킨스
오즈 퍼킨스(Oz Perkins, 1974년 2월 2일 ~ )는 미국의 배우, 영화 각본가, 영화 감독이다.

## 작품 목록
- 콜드 컴즈 더 나잇 (2013) - 각본
- 걸 인 더 포토그래프 (2015) - 각본
- 페브러리 (2015) - 연출, 각본
- 저주받은 집의 한 송이 꽃 (2015) - 연출, 각본
- 그레텔과 헨젤 (2020) - 연출
- 롱레그스 (2024) - 연출, 각본
- 더 몽키 (2025) - 연출, 각본
- 키퍼 (2025) - 연출